# Луцій Доміцій Доміціан
Луцій Доміцій Доміціан (лат. Lucius Domitius Domitianus; пом. 297, Александрія), іноді Доміціан III — узурпатор, що в 297 році за правління римських імператорів Діоклетіана та Максиміана на певний час захопив владу в Єгипті.

## Життєпис
Про походження та родину Доміціана нічого не відомо. Можливо, він служив префектом Єгипту до того, як проголосив себе імператором, хоча жоден відомий документ не дає на це ясної відповіді.
Відомо, що 297 року Доміціан підняв повстання проти тодішніх імператорів Діоклетіана та Максиміана. Провідною причиною повстання могла стати нова податкова реформа. Претензії Доміціана на престол підтверджуються нумізматичними та папірологічними джерелами.
Доміціан помер у грудні того ж року, коли Діоклетіан вирушив до Єгипту задля придушення повстання. Аврелій Ахіллей, який обіймав посаду коректора та був відповідальний за захист Александрії, після смерті Доміціана теж проголосив себе імператором. Діоклетіану вдалося відвоювати місто лише в березні 298 року.